# Lama Dino Cian Ciub Ghialtzen
Lama Dino Cian Ciub Ghialtzen, pseudonimo di Paolo Mariani (Vercelli, 25 maggio 1949), è un sociologo italiano, lama laico della tradizione Tibetana Vajrayana.

## Biografia
Paolo Mariani, Lama Dino Cianciub Ghialtzen, nasce a Vercelli in Piemonte il 25 maggio 1949.
Al termine della scuola obbligatoria prosegue con un percorso di Studi Professionali.
Viaggia in tutta Europa, lavorando al fine di poter avanzare con gli studi senza pesare economicamente sulla famiglia.
Nel 1973 consegue la Laurea in Scienze Sociali ad indirizzo giuridico-economico.
Nello stesso anno ottiene una borsa di studio che gli permette di frequentare a Roma un master in economia e sviluppo sociale.
Dal 1977 lavora presso l’Ufficio Legale di un noto Istituto bancario torinese. Nel settembre 1985, incuriosito dall’annuncio riportato su un quotidiano torinese, partecipa alla conferenza di un “Lama Guaritore”.
In questa occasione nasce il primo incontro con il Venerabile T.Y.S. Lama Gangchen Tulku Rinpoche e percepisce la sensazione di aver già incontrato o comunque di aver già visto da qualche parte il venerabile Lama.
Il giorno stesso in cui si incontrano, Dino Mariani prende Rifugio nei Tre Gioielli: Buddha, Dharma e Sangha direttamente da Lama Gangchen Tulku Rinpoche e riceve il nome di Dharma Cian Ciub Ghialtzen.
Da questo momento inizia il Suo percorso nel Sentiero del Buddha come discepolo del Ven. Lama Gangchen, che diviene il suo Maestro per la vita, cioè il suo Guru Radice.

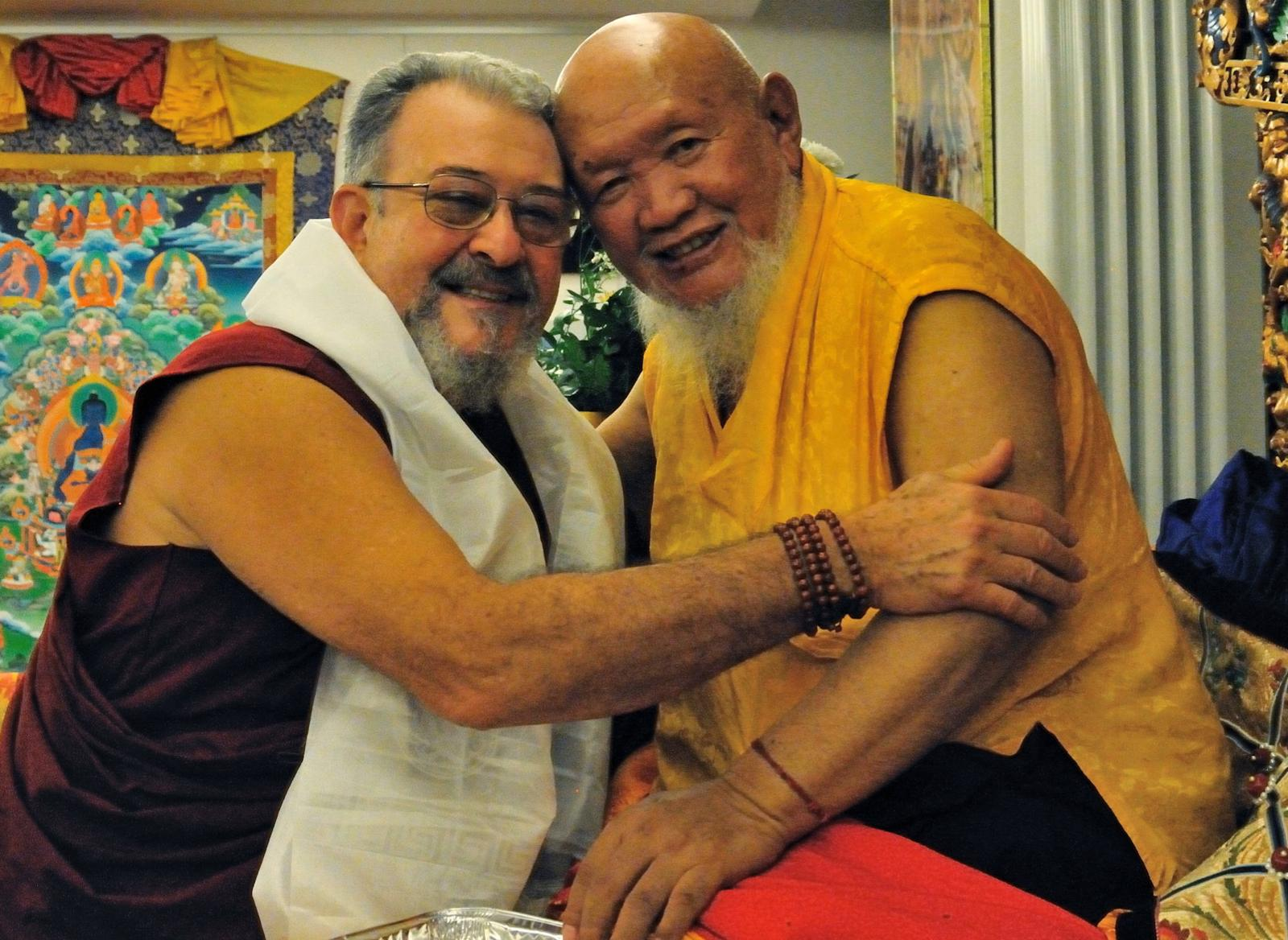
Lama Dino Cian Ciub Ghialtzen insieme al suo Guru radice Lama Gangchen Tulku Rinpoche presso il Centro Buddha della Madicina di Torino

Dal 1986 iniziano i numerosi viaggi con l’intera famiglia verso Gubbio, dove Lama Gangchen si era stabilito in una casa rurale con alcuni monaci.
Su precisa indicazione del suo Guru Radice, Lama Dino Cian Ciub Ghialtzen frequenta l’Istituto Lama Tzong Khapa di Pomaia, sotto la guida del Ven. Gheshe Ciampa Ghiatzo, il Centro Milarepa di Pinerolo, guidato dal Ven. Lama Cian Ciub Sondup, il precedente Centro Maitri di Torino, sotto la guida del Ven. Gonsar Tulku Rinpoche e il Centro Ghe Pel Ling di Milano allora guidato da Gheshe Tenzin Gonpo.
Riceve inoltre iniziazioni e commentari delle quattro classi del Tantra, partecipando a ritiri intensivi e sessioni di meditazione.
Lama Dino Cianciub Ghialtzen inizia anche a studiare la lingua tibetana conseguendo nel 1988 il diploma all'Istituto Cesmeo di Torino, traducendo alcuni capitoli di importanti testi connessi con i quattro Tantra Medici della tradizione medica tibetana e parti significative del “Bardo Thödrol” la liberazione attraverso l’udire.
Sviluppa così un interesse per la Medicina e l'Astrologia Tibetana che approfondisce direttamente con Medici tibetani quali il Dott. Loksang e il Prof.Pasang Yonten Arya (Tendi Sherpa)
Nel 1992, presso la facoltà di farmacia dell'Università di Urbino, consegue il Diploma di Stato di Erborista, l’unico allora riconosciuto dallo Stato Italiano.
Frequenta dal 1989 al 1992 il corso in erboristeria tradizionale e fitopratica presso l'Istituto internazionale di psicosomatica Econatura e nel marzo 1993 compone una tesi comparativa tra la' Erboristeria occidentale e la cura con erbe e sostanze naturali che costituisce la base della Medicina Tibetana.
Negli stessi anni, su suggerimento di Lama Gangchen, si avvicina allo studio e alla pratica del massaggio Shiatsu seguendo il Maestro Wataru Ohashi, allievo di Shizuto Masunaga. Con lui inizia a studiare, per poi diventare un operatore professionale Shiatsu.
Nel corso degli anni Novanta perfeziona ancor di più la metodologia del massaggio creando una sua propria tecnica innovativa dove unisce l’aspetto terapeutico a quello del percorso spirituale.
Questo metodo, con marchio registrato e depositato, sarà chiamato: “Shiatsu NgalSo e Mandala Touch”.
Consegue il titolo di “Dottore in Medicina Alternativa” conferitogli a New Delhi in India nel 1995 e quello di “Dottore in Medicina Olistica e Terapie Tibetane” conseguito a Colombo nello Sri Lanka nel 2003.
Nel 2015 Dino Cian Ciub Ghialtzen è riconosciuto ufficialmente come Lama del Lignaggio dal proprio Guru nella tradizione buddhista tibetana Vajrayana Ganden Nyen Gyu e viene insediato sul trono nella formale e specifica cerimonia alla presenza del Ven. Lama Gangchen Rinpoche e di altri Lama e Monaci del Lignaggio di fronte a tutta la comunità di fedeli (Sangha).
Al fianco di Lama Gangchen compie viaggi dedicati ai ritiri spirituali come al monumentale Mandala Borobudur, nell’isola di Giava in Indonesia., Bodhgaya, Lumbini e Varanasi in India e in Nepal.
Dal 2005 Lama Dino Cian Ciub partecipa alle iniziative e conferenze proposte dagli organizzatori della manifestazione “Torino Spiritualità”, più volte lo stesso Lama viene invitato nella sede del Circolo dei Lettori di Torino, dove verranno discusse differenti tematiche, al fine di beneficiare i presenti e diffondere la conoscenza del Dharma.

### Collaborazioni
Nel 2009 Lama Dino firma, come rappresentanti del Buddhismo Tibetano Vajrayana, un protocollo d’intesa con l’Ospedale Molinette per l’assistenza e il conforto spirituale ai malati che ne fanno richiesta nell’ambito del progetto “Le Cure dello Spirito”, al fine di accogliere i ministri di culto delle maggiori religioni presenti sul territorio nazionale nel portare assistenza spirituale ai malati all’interno della struttura ospedaliera.
Nell’ambito dei Centri Associati all’U.B.I. la collaborazione e gli incontri con i vari rappresentanti delle diverse tradizioni buddhiste, sono perseguiti con continuità fin dal 1997 e lo stesso Lama Dino Cian Ciub ha fatto parte della prima commissione di studio e attualizzazione dell’8 per mille, producendo uno studio comparato dell’utilizzo dello stesso da parte delle altre strutture religiose firmatarie anch’esse dell’intesa con lo Stato Italiano.

## La nascita del Centro Buddha della Medicina
Nei primi anni Novanta nasce da Lama Gangchen  la volontà di fondare un Centro di Dharma anche a Torino e porre Lama Dino Cian Ciub Ghialtzen e Tina Pema De Kie La come direttori responsabili e “Messaggeri di Pace” con il compito di insegnare il Dharma.
Iniziano quindi a tenere serate di meditazione, di pratica e di piccoli insegnamenti all’interno del loro appartamento, condividendo con altre persone i benefici derivanti dalla sperimentazione e dalla pratica degli insegnamenti ricevuti dal loro Guru e dai numerosi altri Maestri di Dharma.
Dal 1993 a Torino il Centro Buddha della Medicina, in collaborazione con agli altri Centri Buddhisti del territorio, organizza il Vesak, la festa buddhista più importante celebrata in tutto il mondo dalle varie tradizioni, partecipando con conferenze, sessioni meditative e insegnamenti pubblici.
Nel 1993, durante il primo importante ritiro di meditazione su Vajrasattva avvenuto sui “Monti della Luna” nei pressi di Cesana Torinese vicino a Torino, Lama Gangchen, ispirato dal suo Guru, propone le basi dell’Autoguarigione Tantrica NgalSo.
Nel marzo 1994 sotto la sua guida spirituale, nasce a Torino l'associazione Centro Buddha della Medicina Luogo di Culto  diretto da Lama Dino Cian Ciub Ghialtzen e Tina Pema De Khie La.
Nel 1997 il Centro Buddha della Medicina viene associato all’Unione Buddhista Italiana, Ente riconosciuto dallo stato.
Il 28 Maggio 2021 Lama Dino Cian Ciub Ghialtzen viene nominato Ministro di Culto dall'Unione Buddhista Italiana ed iscritto al relativo elenco ufficiale

## Composizioni
Pratiche meditative e Mantra trasmessi in streaming:
- Gli 8 Percorsi di pace e Conoscenza
- Lo Yoga della Natura di Spazio dell’Elemento Acqua
- Il Buddha della Medicina
- Preghiere Mönlam per il Bardo e la Rinascita
- Il puro cristallo che mostra Shambala
- Pratica di Tara e le 21 Lodi
- Narrazione musicata di “Le Gesta del Buddha” di Asvaghosa (Budhhacarita)
- Vajrasattva
- Lama Tzong Khapa
- Tara Bianca di Lunga Vita
- Tara Ushnisha Vijaia
- Sumati Kirti
- Mig Tse Ma
- Parnashawari
- Heruka Vajrasattva
- Manjushri Nero
- Amithayus
- Traduzioni dal tibetano: Il Sutra della Prajnaparamita